# Anopheles lanei
Anopheles lanei är en tvåvingeart som beskrevs av Glavao och Amarai 1938. Anopheles lanei ingår i släktet Anopheles och familjen stickmyggor. Inga underarter finns listade i Catalogue of Life.